# Lemula nishimurai
Lemula nishimurai là một loài bọ cánh cứng trong họ Cerambycidae.